# Торторела
Торторѐла (на италиански: Tortorella) е село и община в Южна Италия, провинция Салерно, регион Кампания. Разположено е на 582 m надморска височина. Населението на общината е 572 души (към 2010 г.).